# Rob Delaney (baseball)
Pour les articles homonymes, voir Robert Delaney et Delaney.
Robert James Delaney (né le 8 septembre 1984 à Westwood, New Jersey, États-Unis) est un lanceur droitier de baseball ayant joué en Ligue majeure pour les Twins du Minnesota de 2010 et les Rays de Tampa Bay en 2011.

## Carrière
Après des études secondaires à la Pascack Valley High School (New Jersey), Rob Delaney suit des études supérieures à la St. John's University d'où il sort diplômé en 2006. Oublié lors de la draft de juin 2006, il se joint à titre d'agent libre à l'équipe des Twins du Minnesota le 16 juin 2006. 
Il joue sa première partie dans les majeures le 4 septembre 2010 alors qu'il effectue une sortie d'une manche en relève pour Minnesota face aux Rangers du Texas.
Le 28 janvier 2011, Delaney est réclamé au ballottage par les Rays de Tampa Bay. Il apparaît dans quatre matchs des Rays en 2011, lance 5 maches et accorde 6 points mérités.
Delaney joue en ligues mineures au cours des deux saisons suivantes : en 2012 il s'aligne avec les Zephyrs de La Nouvelle-Orléans, club-école des Marlins de Miami, puis 2013 est partagé entre les Bees de Salt Lake et les Tides de Norfolk, clubs affiliés respectivement aux Angels de Los Angeles et aux Orioles de Baltimore. Le 28 avril 2013, il est échangé des Angels aux Orioles contre le receveur Chris Snyder.

## Statistiques
| Saison | Équipe    | G | GS | CG | SHO | V | D | SV | IP  | SO | ERA  |
| ------ | --------- | - | -- | -- | --- | - | - | -- | --- | -- | ---- |
| 2010   | Minnesota | 1 | 0  | 0  | 0   | 0 | 0 | 0  | 1.0 | 0  | 9,00 |
| Totaux | Totaux    | 1 | 0  | 0  | 0   | 0 | 0 | 0  | 1.0 | 0  | 9,00 |

Note : G = Matches joués ; GS = Matches comme lanceur partant ; CG = Matches complets ; SHO = Blanchissages ; 
V = Victoires ; D = Défaites ; SV = Sauvetages ; IP = Manches lancées ; SO = Retraits sur des prises ; ERA = Moyenne de points mérités.